# Diang
Diang es una comuna camerunesa perteneciente al departamento de Lom-et-Djérem de la región del Este.
En 2005 tiene 15 795 habitantes, de los que 2984 viven en la capital comunal homónima.
Se ubica sobre la carretera N1, unos 40 km al oeste de la capital regional Bertoua.

## Localidades
Comprende, además de Diang, las siguientes localidades:
- Aboumadjali
- Andom
- Bouam
- Dimako
- Gouekong I
- Gouekong II
- Kanda
- Kombé
- Massok
- Mbang II
- Mbélé Panga
- Mbeth II
- Minkolong
- Moundi
- Ndemba II
- Ndongo
- Ndoumbi I
- Ndoumbi II
- Nguinda
- Nika
- Yanda I
- Yanda II
- Yanda III
- Zocklingang